# Phyllotis occidens
Phyllotis occidens és una espècie de mamífer rosegador de la família dels cricètids. És endèmic de l'oest dels Andes peruans, on viu a altituds d'entre 200 i 3.800 msnm. El seu hàbitat natural són els matollars. Fou descrit per un parell d'investigadors de la Universitat Nacional Major de San Marcos. Com que fou descoberta fa poc, l'estat de conservació d'aquesta espècie encara no ha estat avaluat formalment.